# Bataille de Brihuega
Guerre de Succession d'Espagne
Batailles
Campagnes de Flandre et du Rhin
- Landau (1702)
- Friedlingen (1702)
- Kehl (1703)
- Ekeren (1703)
- Höchstädt (1703)
- Spire (1703)
- Schellenberg (Donauworth) (1704)
- Blenheim (1704)
- Landau (1704)
- Vieux-Brisach (1704)
- Eliksem (1705)
- Ramillies (1706)
- Stollhofen (1707)
- Cap Béveziers (1707)
- Cap Lizard (1707)
- Audenarde (1708)
- Wynendaele (1708)
- Lille (1708)
- Gand (1708)
- Malplaquet (1709)
- Douai (1710)
- Bouchain (1711)
- Denain (1712)
- Bouchain (1712)
- Douai (1712)
- Landau (1713)
- Fribourg (1713)

Campagnes d'Italie
- Carpi (1701)
- Chiari (1701)
- Crémone (1702)
- Luzzara (1702)
- Verceil (1704)
- Cassano (1705)
- Nice (1705-1706)
- Calcinato (1706)
- Turin (1706)
- Castiglione (1706)
- Toulon (1707)
- Gaeta (1707)
- Cesana (1708)
- Syracuse (1710)

Campagnes d'Espagne et de Portugal
- Cadix (1702)
- Vigo (navale 1702)
- Cap de la Roque (1703)
- Gibraltar (août 1704)
- Ceuta (1704) (es)
- Málaga (1704)
- Gibraltar (1704-1705)
- Marbella (1705)
- Montjuïc (1705)
- Barcelone (1705)
- Badajoz (1705)
- Barcelone (1706)
- Murcie (1706) (es)
- El Albujón (1706) (es)
- Santa Cruz de Ténérife (1706) (en)
- Almansa (1707)
- Xàtiva (1707)
- Ciudad Rodrigo (1707) (en)
- Lérida (1707)
- Tortosa (1708)
- Minorque (1708)
- Gudiña (1709)
- Almenar (1710)
- Saragosse (1710)
- Brihuega (1710)
- Villaviciosa (1710)
- Barcelone (1713-1714)

Campagnes de Hongrie
- Saint-Gotthard (1703) (en)
- Biskupice (1704) (en)
- Smolenice (1704) (en)
- Koroncó (1704) (en)
- Zsibó (1705) (en)
- Saint-Gotthard (1705) (en)
- Trenčín (1708) (en)

Antilles et Amérique du sud
- Santa Marta (1702)
- Guadeloupe (1703)
- Nassau (1703)
- Colonia del Sacramento (1704)
- Carthagène (1708)
- Rio (1710)
- Carthagène (1711)
- Rio (1711)
- Cassard (1712)

La bataille de Brihuega eut lieu le 8 décembre 1710 pendant la guerre de Succession d'Espagne. L'arrière-garde britannique sous le commandement de James Stanhope y fut attaquée par le duc de Vendôme sur la route de Barcelone.
Stanhope dut se rendre et fut fait prisonnier. Seul un petit détachement britannique parvint à Barcelone ; l'alliance avec les Habsbourg en Espagne, déjà affaiblie par les défaites, commence dès lors à s'émietter.

## Prélude
Après les victoires d'Almenara et de Saragosse, les alliés soutenant l'archiduc Charles conquièrent Madrid pour la seconde fois. Le 21 septembre, l'archiduc entre dans Madrid.
L'invasion de 1710 est une répétition de l'invasion de 1706. L'armée impériale, qui a perdu 2 000 hommes, sur un effectif initial de 23 000 hommes au début de la campagne, dans les batailles rangées et les fréquentes escarmouches avec les guerilléros, ou par maladie, est absolument incapable d'occuper les deux Castille. Les Portugais ne sont d'aucune aide.
L'armée espagnole réorganisée par le duc de Vendôme, mis au service de Philippe V par son grand-père, Louis XIV, est rejointe par des soldats de la Brigade irlandaise, et par quelques Français qui se sont mis ou ont été mis au service du roi Bourbon.
La position des Alliés à Madrid, ville abandonnée de tous excepté des plus pauvres de ses habitants, est devenue intenable. Le 9 novembre, ils évacuent la ville, et commencent à se replier en Catalogne. L'archiduc a laissé à Barcelone 2 000 cavaliers, et se dépêche d'évacuer la ville. Par manque de provisions, le reste de l'armée s'est séparé en deux détachements. Le corps principal, composé de 12 000 hommes menés par le général Guido Starhemberg, dispose d'un jour d'avance sur les 5 000 hommes du détachement britannique commandé par Lord Stanhope.

## Bataille
Dans une telle situation, Vendôme quitte Talavera avec ses troupes, et poursuit les alliés en retraite, avec une vitesse inimaginable en cette saison, et dans cette région. Il marche nuit et jour, à la tête de sa cavalerie, et en quelques jours, rattrape Stanhope qui est arrivé à Brihuega avec l'aile gauche de l'armée alliée. 
Stanhope a juste le temps d'envoyer un messager au gros de l'armée, qui est à quelques lieues de Brihuega, avant que Vendôme ne fonde sur lui dans la soirée du 8 décembre. 
Le matin suivant, la ville est assaillie de tous côtés. Les murs sont abattus à coups de canon. Une mine explose sous une des portes. Les Anglais maintiennent un feu terrible jusqu'à épuisement de leurs munitions. Ils combattent alors à la baïonnette, avec l'énergie du désespoir, parvenant à incendier des maisons prises par les assaillants. Mais c'est sans espoir. Le général britannique se rend compte que la résistance conduit désormais à un carnage inutile. Lui et sa vaillante petite armée capitulent avec les honneurs.

## Conséquences
À peine la capitulation signée, Vendôme apprend que Starhemberg arrive au secours de Stanhope. Le 10 décembre, une sanglante bataille se déroule à Villaviciosa. 
Les troupes britanniques ne restent pas longtemps captives, elles sont échangées et renvoyées en Angleterre en octobre 1711. 